# Колумб причаливает к берегу
«Колумб причаливает к берегу» (укр. Колумб причалює до берега) — советский мультипликационный фильм 1967 года. По одноимённому рассказу Ильи Ильфа и Евгения Петрова.

## Сюжет
Колумб открывает Америку — современную. И попадает в самое пекло предвыборной кампании. Лидер партии «узкополых» Вилли решил использовать его в качестве приманки для публики. «Широкополые» под водительством своего лидера Аллена совершают нападение на ресторан, где происходит торжественный ужин «узкополых», и похищают Колумба. И вот торжественный парад в честь Аллена и его «друга» Колумба. «Узкополые» нападают на «широкополых». Из всеобщей свалки Колумб спасается бегством. Его преследуют. Мореплавателю удается спастись в психиатрической больнице. Там, наконец, он устанавливает свое знамя.

## Создатели
| Автор сценария             | Александр Каневский |
| Режиссёр                   | Давид Черкасский |
| Художник-постановщик       | Радна Сахалтуев |
| Композитор                 | Филипп Бриль |
| Операторы                  | Григорий Островский, Сергей Никифоров |
| Звукооператор              | Игорь Погон |
| Редактор                   | Тадеуш Павленко |
| Художники-мультипликаторы: | Ефрем Пружанский, Нина Чурилова, Давид Черкасский, Анатолий Солин, В. Дыман, Марк Драйцун, Евгений Сивоконь, Владимир Гончаров, Виктор Арсентьев, Вадим Долгих |
| Роли озвучивали:           | Михаил Державин — Аллен, Эдуард Назаров — Весельчак Вилли, Александр Баранов — Бармен                                                                          |
| Директор картины           | А. Коваленко |

## Критика
Среди лучших фильмов 60—70-х гг. XX в.: «Сказание про Игорев поход», «Журавлик», «Тёплый хлеб», «Тигрёнок в чайнике», «Волшебник Ох», «Весёлый цыплёнок», «Мальчик и облачко», «Парасолька на охоте», «Человек и слово», «Как казаки невест выручали», «Салют», «Какого рожна хочется?», «Удивительный китёнок», «Колумб причаливает к берегу», «Как жёны мужей продавали».

## О мультфильме
- Долгое время был утерянным, поскольку не издавался на видео. Находились лишь кадры из мультфильма[3], а также эскиз-иллюстрация[4]. Лишь 4 декабря 2021 года мультфильм был оцифрован и выложен в сеть.